# Гарцево
Гарцево — административный центр Гарцевского сельского поселения, Стародубского района Брянской области России.

## География
Село находится в 24 км к северо-востоку от г. Стародуба, на правом возвышенном берегу р. Рассухи, ниже устья р. Стешны.

## Население
| 2010 | 2013 |
| ---- | ---- |
| 214  | ↘191 |

## История
В 1620—1625 гг. на месте исчезнувшего городища юхновской культуры (VII в. до н. э. — II в. н. э.) было поселено Гарцево и утверждено за Борозднами. Селом Гарцево значилось уже с 1625 года по королевской грамоте. После изгнания поляков часть гарцевских жителей записалась в казаки Стародубского полка, иные остались в крестьянском сословии, в основном бобылями. В 1660-х годах село вошло в состав полковой сотни.
В 1669 году полковой есаул Дмитрий Журман получил разрешение от стародубского полковника Петра Рославца разрешение на строительство мельницы на реке Стечне. У Дмитрия Журмана был один сын, они умерли почти в одно время и все наследство поделилось на вдову и внука Василия, а в 1717 году гетман Иван Скоропадский передал в им в распоряжение и гарцевских бобылей. Но в то же время, все крестьяне и бобыли были прикреплены к стародубскому магистрату и в 1730 году были отданы на уряд генеральных судей.
В 1750 году село Гарцево вместе с крестьянами и бобылями в качестве свадебного подарка от гетмана Кирила Разумовского было передано мужу (внуку Д.Журмана) Илье своей племянницы Агафьи Стрешенцовой. Но брак Ильи Журмана был бездетным, и после его смерти велась тяжкая борьба за наследство среди родственников. Практически все владения журманов были проданы Михаилу Гудовичу, а потом перешли к его наследниками построившим в селе усадьбу. В 1858 году хозяйкой стала генерал-майор Александра Григорьевна Гудович.
В 1772 году в селе построили каменную Преображенскую церковь на средства, пожертвованные генерал-майором Ильей Васильевичем Журманом. В этой церкви на протяжении второй половины XIX века священниками служили: И. Доброгаев, Ф. Сокольский, Г. Гонорский, П. Прокливитанов и И. Бакулин.
В 1860-х годах при церкви действовала начальная школа, а в 1890-е — появилась земская школа. В 1915 году в селе Гарцево работало 2-классное Министерское училище, одним из преподавателей которого был казак Василий Тимофеевич Цыганков.
В Гарцеве находилось от 30 до 40 домов казаков, поэтому оно формировалось как село с крестьянско-казачьим населением. Казаки играли не малую роль среди населения села, а в первой половине 19 века, когда представители Зарянских-Киселей доказали своё дворянское происхождение, все гарцевские казаки перешли в Гриденскую казачью Волость. В это же время в Гарцеве числились и другие помещики. Среди них были: дворяне Плешковы; Юркевичи — наследники генерального обозного Григория Юркевича; потомки Акима Семеновича Сулимы.
Когда произошла отмена крепостного права, село стало центром Гарцевской волости.